# Шонла (провинция)
Шо́нла (вьет. Sơn La) — провинция в северо-западной части Вьетнама. Население по данным на 2009 год — 1 080 641 человек. Плотность населения — 76,24 чел./км². Административный центр — одноимённый город.

## География
Граничит с провинцией Дьенбьен (на западе), Лайтяу (на севере), Йенбай (на северо-востоке), Футхо и Хоабинь (на востоке), Тханьхоа (на юго-востоке), а также с Лаосом. Площадь — 14 174 км² (4,27 % от общей площади страны).

## Административное деление
В административном отношении делится на:
- 1 город провинциального подчинения Шонла (Sơn La)
- 10 уездов.

## Население
По данным на 2013 год численность населения составляет 1 130 989 человек.
Большинство населения провинции Шонла составляют тхай — 53,2 %.
Динамика численности населения провинции по годам:
| 1999    | 2005    | 2006      | 2013      |
| ------- | ------- | --------- | --------- |
| 882 077 | 988 514 | 1 007 500 | 1 130 989 |

## Достопримечательности
В конце 2012 года введена в строй крупнейшая гидроэлектростанция в Юго-Восточной Азии — ГЭС «Шонла», расположенная на реке Да.